# Пердін (Міссурі)
Пердін (англ. Purdin) — місто (англ. city) в США, в окрузі Лінн штату Міссурі. Населення — 141 особа (2020).

## Географія
Пердін розташований за координатами 39°57′0″ пн. ш. 93°9′54″ зх. д. / 39.95000° пн. ш. 93.16500° зх. д. (39.949959, -93.164927).  За даними Бюро перепису населення США в 2010 році місто мало площу 0,80 км², з яких 0,79 км² — суходіл та 0,00 км² — водойми.

## Демографія
Згідно з переписом 2010 року, у місті мешкало 190 осіб у 79 домогосподарствах у складі 49 родин. Густота населення становила 238 осіб/км².  Було 99 помешкань (124/км²).
Расовий склад населення:
| - 99,5 % — білих |

До двох чи більше рас належало 0,5 %. Частка іспаномовних становила 2,6 % від усіх жителів.
За віковим діапазоном населення розподілялося таким чином: 27,9 % — особи молодші 18 років, 52,6 % — особи у віці 18—64 років, 19,5 % — особи у віці 65 років та старші. Медіана віку мешканця становила 36,0 року. На 100 осіб жіночої статі у місті припадало 95,9 чоловіків;  на 100 жінок у віці від 18 років та старших — 87,7 чоловіків також старших 18 років.
Середній дохід на одне домашнє господарство  становив 28 114 долари США (медіана — 16 389), а середній дохід на одну сім'ю — 29 219 доларів (медіана — 15 938). За межею бідності перебувало 55,7 % осіб, у тому числі 70,7 % дітей у віці до 18 років та 23,5 % осіб у віці 65 років та старших.
Цивільне працевлаштоване населення становило 51 осіб. Основні галузі зайнятості: виробництво — 45,1 %, освіта, охорона здоров'я та соціальна допомога — 15,7 %, транспорт — 13,7 %.